# Квадратни пирамидални број
У математици, пирамидални број, или квадратни пирамидални број је фигуративни број који представља број наслаганих сфера у пирамиди са квадратом у основи. Квадратни пирамидални бројеви решавају проблем бројања квадрата у n × n мрежи.

## Формула
Први нови квадратни пирамидални бројеви су:
1, 5, 14, 30, 55, 91, 140, 204, 285, 385, 506, 650, 819, ...
Ови бројеви се могу написати у формули као
{\displaystyle P_{n}=\sum _{k=1}^{n}k^{2}={\frac {n(n+1)(2n+1)}{6}}={\frac {2n^{3}+3n^{2}+n}{6}}.}
Ово је специјални случај Фаулхаберове формуле, и може се доказати математичком индукцијом. Еквивалентна формула је дата у Фибоначијевом Либер Абачију (1202, ch. II.12).
У савременој математици, фигуративни бројеви се формализују од Ехрхартових полинома. Ехрхартов полином L(P,t) полоедра P је полином који пребројава целе поене у копији P који се проширио множењем свих својих координата бројем  t. Ехрхартов полином пирамиде чија је основа јединични квадрат са целим координатама, а чији је врх цео број тачке на висини један изнад базне равни, је (t + 1)(t + 2)(2t + 3)/6 = Pt + 1.

## Својства
Једини квадратни пирамидални бројеви у облику n*(n+1)*(n+2)*(n^2+2*n+17)/120 су 0, ±1, ±5 и ±91.
Троугаони бројеви ≤10^30 који су такође квадратни пирамидални бројеви су 0, 1, 55, 91 и 208335.
Доказано је одавно да је ова секвенца комплетна.
Такође, квадрати ≤10^30 који су такође квадратни пирамидални бројеви су 0, 1 и 4900. Лукас је претпоставио и G. N. Watson доказао 1918. године да је секвенца комплетна.

## Веза са фигуративним бројевима
Квадратни пирамидални бројеви могу бити изражени као суме биномних коефицијената:
{\displaystyle P_{n}={{n+2} \choose 3}+{{n+1} \choose 3}.}
Биномни коефицијенти који се јављају у овој репрезентацији су тетраедски бројеви, и ова формула изражава квадратни пирамидални број као збир два театраедарска броја на исти начин као што су квадратни бројеви суме два узастопна троугаона бројева. У овом збиру, један од два тетраедарска броја рачуна лопте у сложеној пирамиде које су директно изнад или на једној страни дијагонале базе квадрата, а са друге тетраедарски број у износу рачуна лопте које су на другој страни дијагонале. Квадратни пирамидални бројеви су такође повезани са тетраедарским бројевима на другачији начин:
{\displaystyle P_{n}={\frac {1}{4}}{\binom {2n+2}{3}}.}
Збир два узастопна квадратна пирамидална броја је октаедарски број.
Повећавајући пирамиду чији ивица базе има n лопти додавањем једног њиховог троугла добијамо тетраедар чија ивица базе има n − 1 лопту даје троугласту призму. Еквивалентно, пирамида се може изразити као резултат одузимања тетраедра из призме. Овај геометријски аорт доводи до још једне везе:
{\displaystyle P_{n}=n{\binom {n+1}{2}}-{\binom {n+1}{3}}.}
Осим 1, постоји само једна цифра која је и квадрат и број пирамида: 4900, што је и 70. квадратни број и 24. квадратни пирамидални број. Ову чињеницу је доказао Г. Н. Ватсон 1918. године.
Други однос подразумева Паскалов троугао: Док класични Паскалов тругао са странама (1,1) има дијагонале са природним бројевима, троугаони бројеви, и тетраедарски бројеви, генерисање Фибоначијевих бројева као сума узорковања преко дијагонала, сестра Паскал са странама (2,1) има једнаке дијагонале са непарним бројевима, квадратним бројевима и квадратним пирамидалним бројевима, и генерише (по истој процедури) и Лукасове бројеве, радије него Фибоначијеве.
На исти начин се квадратни пирамидални бројеви могудефинисати као збир узастопних квадрата, квадратни троугласти бројеви се могу дефинисати као збир узастопних кубова.

## Квадрати у квадрату
Заједничка математичка загонетка подразумева проналажење броја квадрата у великој n од n квадратне мреже. Овај број може да се изведе на следећи начин:
- Број 1 × 1 кутија налазе мрежу  n2.
- Број 2 × 2 кутија налази мрежу (n − 1)2. Ово се може рачунати бројањем свих могућих горњих левих углова 2 × 2 кутија.
- Број k × k кутија (1 ≤ k ≤ n) налази мрежу (n − k + 1)2. Ово се може рачунати бројањем свих могућих горњих левих углова  k × k кутија.

Из тога следи да је број квадрата у n × n квадратној мрежи:
{\displaystyle n^{2}+(n-1)^{2}+(n-2)^{2}+(n-3)^{2}+\ldots +1^{2}={\frac {n(n+1)(2n+1)}{6}}.}
То је решење загонетке дато од стране квадратних пирамидалних бројева.
Број правоугаоника у квадратној мрежи дат од стране квадратних троугаоних бројева.

## Извођење суме формула
Разлика два узастопна квадрата бројева је увек непаран број. Прецизније, због идентитета k2 − (k − 1)2 = 2k − 1, разлика између k-тог и (k − 1)тог квадрата броја је 2k − 1. Ово доводи до следеће шеме:
{\displaystyle {\begin{array}{ccccccccccccccc}0&&1&&4&&9&&16&&25&\ldots &(n-1)^{2}&&n^{2}\\&1&&3&&5&&7&&9&&\ldots &&2n-1&\end{array}}}
Стога сваки квадратни број може бити написан као сума непарних бројева, који је {\displaystyle n^{2}=\sum _{i=1}^{n}2i-1}. Ова репрезентација квадратних бројева може да се користи да се изрази збир првих n квадратних бројева непарним бројем распоређеним у троуглу са збиром свих бројева у троуглу једнаким збиру првих n квадратних бројева:
{\displaystyle {\begin{array}{rcccccccc}\scriptstyle 1^{2}\scriptstyle =&1&&&&&&&\\\scriptstyle 2^{2}\scriptstyle =&1&3&&&&&&\\\scriptstyle 3^{2}\scriptstyle =&1&3&5&&&&&\\\scriptstyle 4^{2}\scriptstyle =&1&3&5&7&&&&\\\scriptstyle 5^{2}\scriptstyle =&1&3&5&7&9&&&\\\vdots &\vdots &&&&&\ddots &&\\\scriptstyle (n-1)^{2}\scriptstyle =&1&\cdots &&&&\cdots &\scriptstyle 2n-3&\\\scriptstyle n^{2}\scriptstyle =&1&\cdots &&&&\cdots &\scriptstyle 2n-3&\scriptstyle 2n-1\end{array}}}
Исти непарни бројеви су сада распоређени на два различита начина у подударним троугловима.
{\displaystyle {\begin{array}{cccccccc}\scriptstyle 2n-1&&&&&&\\\scriptstyle 2n-3&\scriptstyle 2n-3&&&&&\\\vdots &&\ddots &&&&\\9&\cdots &\cdots &9&&&&\\7&\cdots &\cdots &7&7&&&\\5&\cdots &\cdots &5&5&5\\3&\cdots &\cdots &3&3&3&3\\1&\cdots &\cdots &1&1&1&1&1\\\hline \scriptstyle =n^{2}&\scriptstyle =(n-1)^{2}&\cdots &\scriptstyle =5^{2}&\scriptstyle =4^{2}&\scriptstyle =3^{2}&\scriptstyle =2^{2}&\scriptstyle =1^{2}\end{array}}}    {\displaystyle {\begin{array}{cccccccc}1&&&&&&&\\3&1&&&&&&\\5&3&1&&&&&\\7&5&3&1&&&&\\9&7&5&3&1&&&\\\vdots &&&&&\ddots &&\\\scriptstyle 2n-3&\cdots &&&&\cdots &1&\\\scriptstyle 2n-1&\scriptstyle 2n-3&&&&\cdots &&1\\\hline \scriptstyle =n^{2}&\scriptstyle =(n-1)^{2}&\cdots &\scriptstyle =5^{2}&\scriptstyle =4^{2}&\scriptstyle =3^{2}&\scriptstyle =2^{2}&\scriptstyle =1^{2}\end{array}}}
Слагање три троугла један на врх јдругог доводи до колоне која се састоји од три броја, који имају својство да је њихов збир увек 2n + 1. На сваком врху збир колоне је 2n − 1 + 1 + 1 = 2n + 1. Сада, ако пређете из једне колоне у другу, онда ће се у једном троуглу број повећати за два, али у другом троуглу ће се смањити за два и остаје исти у трећем троуглу, стога збир колоне остаје константан. Има{\displaystyle 1+2+\ldots +n={\tfrac {n(n+1)}{2}}} таквих колона, па је бир свих бројева у сва три троугла {\displaystyle {\tfrac {n(n+1)(2n+1)}{2}}}. То је три пута збир првих n квадратних бројева, тако да следи:
{\displaystyle P_{n}={\frac {n(n+1)(2n+1)}{6}}}